# 花栄
花 栄（か えい、Huā Róng）は、中国の小説で四大奇書の一つである『水滸伝』の登場人物。

## 概要
天英星の生まれ変わりで、序列は梁山泊第九位の好漢。渾名は小李広（しょうりこう）で、前漢の弓の名手李広に由来する。他に、銀槍手（ぎんそうしゅ）・神箭将軍（しんせんしょうぐん）とも呼ばれる。
代々武家の家柄で、梁山泊の3代目首領・宋江の一家とは先祖代々から親交があった。手足が長く細身、目は切れ長という美男子。妻は崔氏で、妹の花宝燕は秦明に嫁ぐ。息子は花逢春。梁山泊きっての弓の名手であり、飛んでいる雁の頭を打ち抜く程である。この技を使い戦場では幾多の敵を倒し、援護射撃で仲間の危機を幾度も救っている。また弓以外にも槍の腕も優れており、四書五経にも精通し、計略も心得ている。この万能さから梁山泊の戦闘員では唯一、無敗の戦績を誇る。
宋江とは昔からの親友の間柄である。不正を憎み、義に厚い好漢だが、武門の出ゆえか、自尊心が高く、宋江とともに秦明を仲間に引き入れる際には奸計を用いるなど、冷徹な側面も見られる。

## 物語中での活躍
青州清風塞の副長官の地位にあった花栄は武勇で周囲の山賊を威圧していたが、賄賂だけでここの長官の地位を手に入れた劉高とは当然のごとく犬猿の仲であった。
そんな中、親友・宋江が罪を犯し逃亡中であることを知ると、自分の館に来るよう誘い宋江を歓待した。ところが、元宵節（旧暦正月15日）の祭の夜に、宋江は劉高の妻に山賊の首領として誣告され捕らえられてしまう。実は宋江と劉高の妻は偶然にも、同時期に清風山の燕順らに捕らえられており、宋江は燕順に掛け合い女を解放させたが、女はこれを仇で返したのだった。これに激怒した花栄は、正論を説いて宋江の引渡しを劉高に要求するが拒否されたため、力ずくで宋江を奪い、追っ手も弓で威嚇し追い返した。しかし劉高の奸計に嵌って武官の黄信に宋江や家族共々捕えられ、青州へ護送されるところ、燕順らによって解放される。花栄は護送隊に従軍していた劉高を斬殺し、朝廷に刃向かうこととなった。その後、討伐に派遣された秦明を悪辣な計略にかけて破り、黄信ともども説得して仲間に加え、清風塞を襲撃、家族を救出し元凶である劉高の妻を斬った。そして本格的な討伐に清風山では耐え切れないと考え、宋江のつてで梁山泊に合流する。
紆余曲折の末、宋江が梁山泊入りすると、入山の祝宴で晁蓋らに自分は弓の名手であると自慢したが、花栄の弓の腕前が半信半疑であった晁蓋らはそれを真に受けなかった。そのことに彼の自尊心は傷付けられた。数日後、花栄は山塞のふもとの江水で「どなたか弓矢を拝借願いたい」と述べ、「あそこに三羽の雁がおります。私は三番目の雁を射止めましょう」と宣言して見事に射止め、その腕前を披露した。これ以降、晁蓋らは花栄を評価し、春秋時代の楚の武将養由基と比較されて「神臂将軍」と呼称された。
その後は宋江を補佐する副司令官的立場を担い、祝家荘戦で敵の伏兵の合図の提燈を打ち落としたり、強敵に苦戦する味方を弓で援護して救うなど活躍する。百八星集結後は騎兵軍八虎将兼先鋒使の筆頭を務める。特に招安の使者が梁山泊を訪れた際は無礼な態度に怒りこれを射殺するなどした。帰順後も田虎征伐で敵将3人を立て続けに射殺し、方臘戦では強敵・鄧元覚を倒す大手柄を上げた。
凱旋後は武節将軍の称号を得て、応天府の司令官に任命されるが、夢枕に宋江の死を知り呉用とともに墓へ詣でる。ここで殉死を決意した呉用から、家族がいる花栄に生き延びるよう薦められるが、「どうせ生きていても奸臣の手にかかるだけ」と拒否し、共に自害して果てた。